# Álvaro Cejudo
Álvaro Cejudo Carmona (ur. 29 stycznia 1984 w Puente Genil) – hiszpański piłkarz grający na pozycji pomocnika. Jest zawodnikiem klubu Realu Betis.